# Аддералл
Аддералл, полное название сульфат декстроамфетамина, сахарат декстроамфетамина, сульфат амфетамина и аспартат амфетамина — комбинированный препарат, сочетающий четыре соли амфетаминов. Аддералл используется при лечении синдрома дефицита внимания и гиперактивности (СДВГ) и нарколепсии. Он также используется в качестве спортивного допинга и усилителя когнитивных способностей, и рекреационно как афродизиак и эйфоретик. Это стимулятор центральной нервной системы (ЦНС) класса фенилэтиламина. По содержанию солей, активными компонентами являются 25 % солей левамфетамина (левосторонний энантиомер) и 75 % солей декстроамфетамина (правосторонний энантиомер).
Аддералл обычно хорошо переносится и эффективен при лечении симптомов СДВГ и нарколепсии. При терапевтических дозах аддералл вызывает эмоциональные и когнитивные эффекты, такие как эйфория, изменения в либидо, повышенный уровень бодрствования и улучшение когнитивного контроля. В этих дозах он вызывает такие физические эффекты, как более быстрое время реакции, подавление чувства усталости и увеличение мышечного тонуса. Напротив, гораздо большие дозы аддералла могут нарушить когнитивный контроль, вызвать разрушение мышечных тканей или вызвать стимуляторный психоз. Побочные эффекты аддералла сильно различаются у разных людей, но чаще всего включают бессонницу, сухость во рту и потерю аппетита. Риск развития зависимости незначителен, если употреблять аддералл в терапевтических дозах, например, при лечении СДВГ; однако регулярное употребление аддералла в больших суточных дозах создаёт значительный риск возникновения зависимости из-за выраженных подкрепляющих эффектов, присутствующих в больших дозах. Рекреационные дозы аддералла, как правило, намного больше, чем предписанные терапевтические дозы, и несут в себе гораздо больший риск серьёзных побочных эффектов.

## Механизм действия
Два амфетаминовых энантиомера, составляющие аддералл (то есть левамфетамин и декстроамфетамин), облегчают симптомы СДВГ и нарколепсии путём повышения активности нейромедиаторов норадреналина и дофамина в мозге, что частично является результатом их взаимодействия с рецепторами hTAAR1 и VMAT2 в нейронах. Декстроамфетамин является более мощным стимулятором центральной нервной системы, чем левамфетамин, но левамфетамин обладает несколько более сильным сердечно-сосудистым и периферическим действием и более длительным периодом полувыведения (то есть он остаётся в организме дольше), чем декстроамфетамин. Сообщается, что левамфетаминовый компонент аддералла улучшает эффективность лечения у некоторых лиц по сравнению только с декстроамфетамином. Активный компонент аддералла, амфетамин, обладает многими общими химическими и фармакологическими свойствами с следовыми аминами, в частности фенилэтиламином и N-метилфенэтиламином, последний из которых является структурным изомером амфетамина. В 2013 году в Соединённых Штатах аддералл занимал 200-е место по количеству прописываемых лекарственных средств, имея более 3 миллионов выписанных рецептов, то в 2020 году уже 22-е место (более 26 миллионов рецептов), а в 2021 — 24-е (более 25 миллионов рецептов).

## Использование

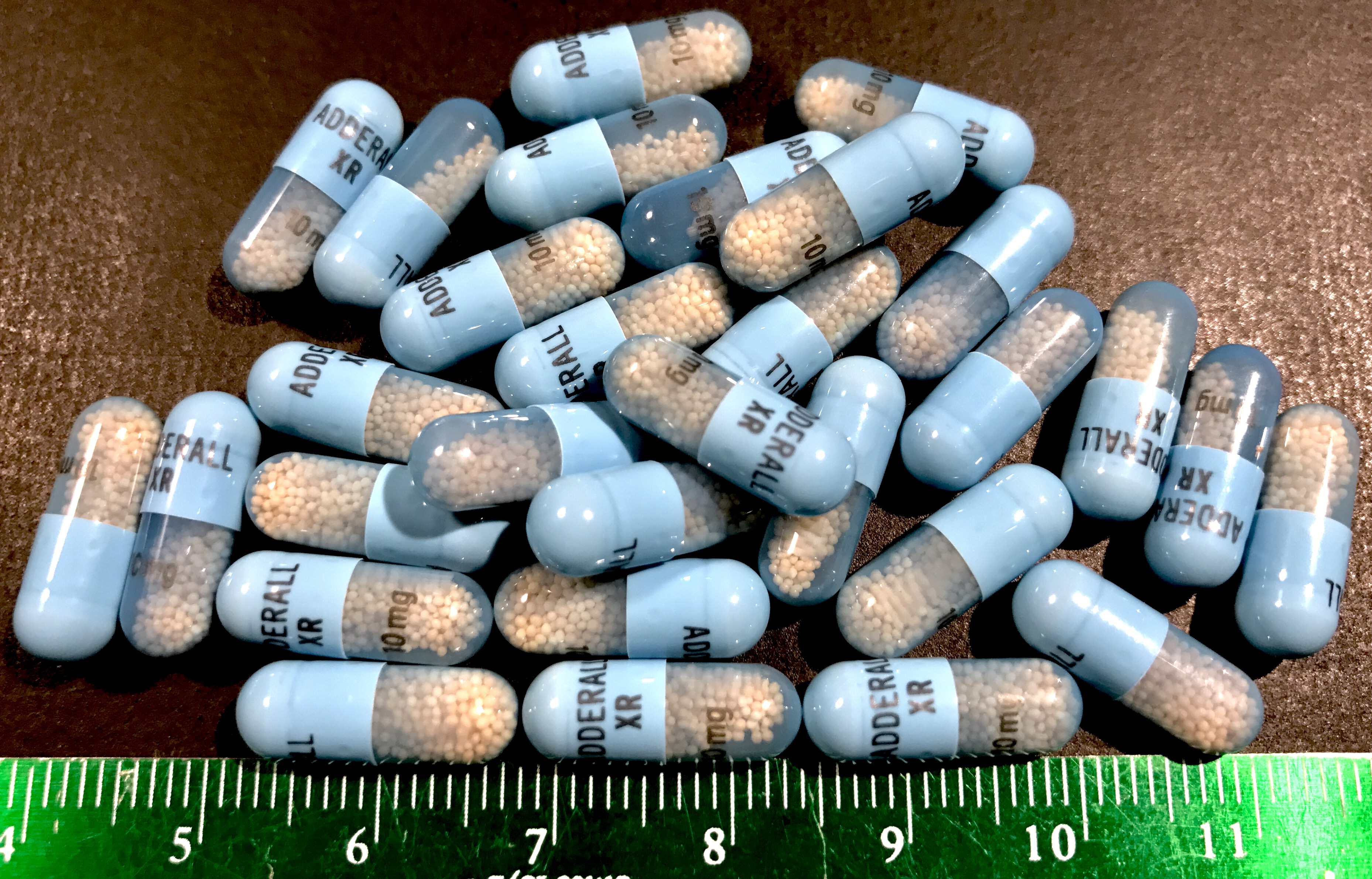
Группа из 10 мг полупрозрачных капсул препарата Adderall XR

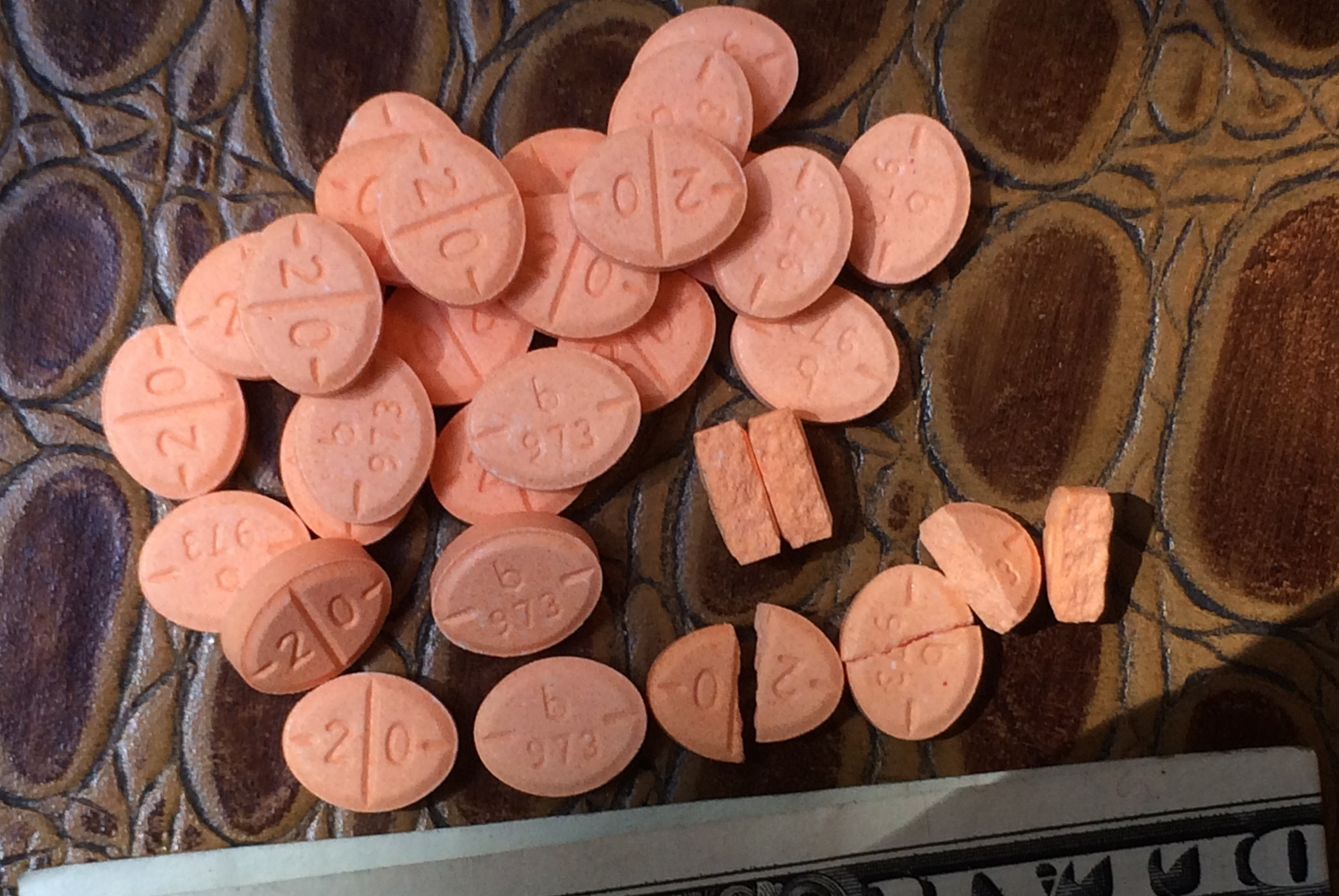
Группа из 20 мг таблеток аддералла, некоторые сломанные пополам. Для сравнения размеров снизу расположена купюра доллара США, сложенная пополам.

### Медицинское
Аддералл используется для лечения синдрома дефицита внимания и гиперактивности (СДВГ) и нарколепсии (расстройства сна). Известно, что длительное воздействие амфетамина в достаточно высоких дозах у некоторых видов животных приводит к аномальному развитию дофаминовой системы или повреждению нервов, но у людей с СДВГ фармацевтические амфетамины улучшают развитие мозга и рост нервов. Обзоры исследований магнитно-резонансной томографии (МРТ) у длительно обследуемых показывают, что длительное лечение амфетамином уменьшает нарушения в структуре и функции мозга у людей с СДВГ, и улучшает функцию в нескольких частях мозга, таких как правое хвостатое ядро базального ганглия.
Обзоры клинических исследований в области стимуляторов позволили установить безопасность и эффективность долгосрочного непрерывного употребления амфетамина для лечения СДВГ. Рандомизированные контролируемые испытания непрерывной терапии стимуляторами для лечения СДВГ продолжительностью 2 года показали эффективность и безопасность лечения. Два обзорных исследования показали, что долгосрочная непрерывная стимуляционная терапия СДВГ эффективна для снижения основных симптомов СДВГ (то есть гиперактивности, невнимательности и импульсивности), повышения качества жизни и академических достижений, и улучшения большого числа функциональных результатов по 9 категориям, относящихся к академическим результатам, антиобщественному поведению, вождению, рекреационному потреблению психоактивных веществ, ожирению, занятости, самооценке, использованию социальных услуг, и социальному функционированию.
В одном из обзорных исследований было отмечено девятимесячное рандомизированное контролируемое исследование лечения СДВГ у детей с применением амфетамина, в ходе которого было выявлено увеличение IQ в среднем на 4,5 пункта, постоянное повышение внимания и продолжающееся снижение деструктивного поведения и гиперактивности. Другое обзорное исследование на основе длительных последующих исследований показало, что стимуляторная терапия, которая начата в детстве, имеет постоянную эффективность по контролю симптомов СДВГ и снижает риск развития в зрелом возрасте расстройства, связанного с употреблением психоактивных веществ.
Современные модели СДВГ свидетельствуют о том, что он связан с функциональными нарушениями в некоторых из систем нейромедиаторов мозга; эти функциональные нарушения включают нарушение дофаминовой нейротрансмиссии в мезокортиколимбической проекции и нейротрансмиссии норадреналина в норадренергических проекциях от голубого пятна к префронтальной коре. Психостимуляторы, такие как метилфенидат и амфетамин, эффективны при лечении СДВГ, поскольку они повышают активность нейротрансмиттеров в этих системах. Примерно 80 % лиц, употребляющих эти стимуляторы, отмечают улучшение симптомов СДВГ. Дети с СДВГ, употребляющие стимулирующие препараты, как правило, лучше общаются со сверстниками и членами семьи, лучше учатся в школе, менее отвлекаемы и импульсивны и имеют более длительный период внимания. Кокрановские обзоры лечения СДВГ у детей, подростков и взрослых фармацевтическими амфетаминами указывают, что краткосрочные исследования показали, что эти препараты снижают тяжесть симптомов, но имеют более высокие частоты прекращения лечения, чем не стимулирующие препараты из-за их неблагоприятных побочных эффектов. Кокрановский обзор лечения СДВГ у детей с тикозными расстройствами, такими как синдром Туретта показал, что стимуляторы в целом не делают тики хуже, но высокие дозы декстроамфетамина могут усугубить тики у некоторых людей.

#### Доступные формы
Аддералл доступен в виде таблеток быстрого высвобождения, а также в виде двух различных версий пролонгированного высвобождения — Adderall XR и Mydayis. Капсулы пролонгрированного высвобождения обычно принимаются утром. Под маркой Adderall XR выпускается препарат с сроком действия в 10-12 часов, который обеспечивает терапевтический эффект и концентрацию в плазме, идентичные двум дозам с интервалом в 4 часа:383. В капсулах Аддералл XR содержатся маленькие покрытые оболочкой шарики, подобно спансулам декседрина, при этом половина дозы смеси метаболитов амфетамина высвобождается из них быстро, а другая — медленно:384.

### Улучшение работоспособности

#### Когнитивная деятельность
В 2015 году систематический обзор и мета-анализ клинических исследований показали, что амфетамин у нормальных здоровых взрослых людей при использовании в малых (терапевтических) дозах даёт скромные, но однозначные улучшения когнитивных способностей, включающих рабочую память, долговременную эпизодическую память, контроль торможения и некоторые аспекты внимания. Эти усиливающие когнитивную деятельность эффекты амфетамина частично обусловлены косвенной активацией как дофаминового рецептора D1, так и адренорецептора α2 в префронтальной коре.

## Комментарии
1. ↑  «Аддералл» является фирменным наименованием, а не собственным; поскольку последнее («сульфат декстроамфетамина, сахарат декстроамфетамина, сульфат амфетамина и аспартат амфетамина»)[1] является чрезмерно длинным, данная статья упоминает эту амфетаминовую смесь исключительно под фирменным названием
2. ↑  Энантиомеры — молекулы, которые являются «зеркальными изображениями» друг друга; они структурно идентичны, но имеют обратную ориентацию, как левая и правая руки.
Термин «амфетамин» относится к определенному химическому веществу, представляющему собой смесь из двух равных частей двух энантиомеров (т.е. смесь 50% левамфетамина и 50% декстроамфетамина) в их чистых аминовых формах[2][3][4]
3. ↑  При лечении СДВГ улучшение результатов было отмечено в академических результатах (улучшение достигнуто в ≈55% результатах), вождении (улучшение в 100 % случаев), немедицинском потреблении психоактивных веществ (улучшение состоялось в 47 % эпизодах лечения наркозависимости), ожирения (в ≈65% случаях), самооценки (в 50 % случаях) и социальной функции (в 67 % случаях)[37].

Наибольший положительный эффект в плане результатов от длительной стимулирующей терапии достигается в таких областях, как академическая деятельность (например, средний балл успеваемости, результаты тестов, продолжительность обучения и уровень образования), самооценка (например, оценка анкет самооценки, количество попыток суицида и уровень самоубийств) и социальная функция[37].

Долгосрочная комбинированная терапия СДВГ (т. е. лечение как стимулятором, так и поведенческой терапией) даёт ещё больший эффект и увеличивает результаты в каждой области по сравнению с одной только длительной стимулирующей терапией[37].
4. ↑  Кокрановские обзоры — это высококачественные мета-аналитические систематические обзоры рандомизированных контролируемых исследований[42].